# Žuej Sing-wen
Žuej Sing-wen (čínsky pchin-jinem Ruì Xìngwén, znaky 芮杏文; 1. dubna 1927 – 5. června 2005) byl čínský komunistický politik, původně vedl podniky ropného a chemického průmyslu, koncem 70. postoupil do vlády jako náměstek ministra různých ministerstev a v letech 1984–1985 ministr výstavby měst a venkova a ochrany životního prostředí, poté vedl šanghajskou organizaci Komunistické strany Číny (1985–187) a vykonával funkci tajemníka sekretariátu ústředního výboru KS Číny se zodpovědností za propagandu a ideologii (1987–1989). Roku 1998 byl s dalšími představiteli reformně-liberálního křídla vedení KS Číny odvolán ze sekretariátu. Poté v letech 1991–1998 zastával jen málo významné funkce, místopředsedy Státní plánovací komise a člena stálého výboru celostátního výboru Čínského lidového politického poradního shromáždění

## Život
Žuej Sing-wen se narodil 1. dubna 1927 v okrese Lien-šuej v provincii Ťiang-su. Studoval na veřejné škole v Ťiang-su, na Středočínské univerzitě stavebnictví a na katedře politických věd na Šantungské univerzitě; v roce 1945 vstoupil do Komunistické strany Číny.
Od roku 1946 pracoval v rafinérii a pak chemičce v Ťin-si (dnes Chu-lu-tao), v 50. a 60. letech působil jako náměstek ředitele nebo ředitel podniků chemického průmyslu v Ťi-linu, Lan-čou, Kchaj-fengu a Čching-chaji. V 70. letech pracoval v petrochemickém průmyslu v Pekingu. Od března 1978 působil postupně jako náměstek ministra sedmého ministerstva strojírenství, náměstek ministra ministerstva leteckého průmyslu, místopředseda Státní plánovací komise a naposled, v letech 1984–1985, jako ministr výstavby měst a venkova a ochrany životního prostředí.
V červnu 1985 byl přeložen do Šanghaje, kde byl zvolen tajemníkem šanghajského městského výboru KS Číny. Při reorganizaci stranického vedení v září 1985, kdy rezignovala řada starých členů ústředního výboru, patřil k politikům přibraným mezi členy ústředního výboru. Na XIII. sjezdu KS Číny v říjnu/listopadu 1987 byl zvolen tajemníkem sekretariátu ústředního výboru. V sekretariátu měl na starosti ideologickou práci, přičemž byl zástupcem vedoucího ústřední skupiny pro propagandu a ideologii Chu Čchi-liho a blízkým spolupracovníkem Čao C’-janga, tehdejšího generálního tajemníka ÚV KS Číny. V souvislosti s demonstracemi v dubnu–červnu 1989, byl odvolán ze sekretariátu, spolu s dalšími představiteli liberálního křídla ve vedení strany, Čao C’-jangem, Chu Čchi-lim a Jen Ming-fuem.
Vzhledem ke své dlouholeté práci v petrochemickém průmyslu byl po svém příchodu do politiky počítán k takzvané „ropné frakci“ vedoucích hospodářských činitelů zaujímajících konzervativní postoje k řízení a uspořádání ekonomiky; nicméně nejméně od poloviny 80. let zaujímal rozhodné reformně-liberální postoje, které ho sbližovaly s Čao C’-jangem, s nímž také roku 1989 byl nucen odejít z politiky.
Do vyšších funkcí se vrátil v dubnu 1991, kdy byl znovu jmenován místopředsedou Státní plánovací komise. V březnu 1993 zvolen členem stálého výboru celostátního výboru Čínského lidového politického poradního shromáždění (na jedno volební období, do 1998).
Zemřel 5. června 2005 v Pekingu ve věku 78 let.